# Platen (pommersches Adelsgeschlecht)

Stammwappen der Herren und Grafen von Platen

Die Herren und Grafen von Platen sind ein altes pommersches Adelsgeschlecht von Rügen, das 1252 erstmals urkundlich mit dominus Otto, advocatus, Vogt des Fürsten Jaromar II. von Rügen erscheint, der 1255 auch als Otto cum plata erwähnt wird. Die Stammreihe beginnt um 1396 mit Hennig von Platen.
Verschiedene Linien (gräfliche und untitulierte) bestehen bis heute. Die ältere Linie ist in Schweden ansässig; es gibt auch einen dänischen Zweig.
Die jüngere Linie, die Grafen von Platen-Hallermund, wurde 1689 in den Reichsgrafenstand erhoben, erwarb 1704 die Grafschaft Hallermund und zählte daher seit 1709 zum Hohen Adel. Sie trägt den Namen Platen, ist aber tatsächlich eine Bastardlinie des Welfenhauses.
Die Familie von Platen (Rügen-Pommern) ist nicht zu verwechseln mit der mit ihr nicht verwandten Familie von Platen (brandenburgisches Adelsgeschlecht) anderen Wappens.

## Geschichte
Granza von Platen erbaute auf Rügen um 1170 eine Turmhügelburg in Granskevitz bei Schaprode als Stammburg der Familie. Bis 1945 war das Gut im Besitz von Nachfahren, durch Heirat zuletzt im Besitz der Familie von Schultz. Im Jahr 1991 erwarb die 1910 von Karl von Schultz gegründete Nordsaat Saatzucht GmbH das Gut zurück. Der am Ortseingang von Schaprode befindliche Denkstein von 1368, „Mordwange“ genannt, soll vermutlich an den hier aus unbekannten Gründen samt seiner Söhne erschlagenen Knappen Reimar oder Reinwart von Platen erinnern.
1418 kam das brandenburgische Gut Rheinsberg in den Besitz der Familie von Platen und wurde 1464 an die von Bredow vererbt.
Jürgen von Platen, Herr auf Granskevitz, erwarb 1583 durch Tausch das Rittergut Venz (bei Trent auf Rügen). Georg von Platen ließ hier am Ende des 16. Jahrhunderts ein Herrenhaus errichten, das ein Jahrhundert später seine heutige Gestalt erhielt. Es blieb bis 1924 im Familienbesitz. Auch das nahegelegene Gut Zubzow kam 1536 aus säkularisiertem Klosterbesitz an die von Platen zurück, die es bereits im Mittelalter besessen hatten, und verblieb bis Ende des 19. Jahrhunderts in ihrem Besitz. Von 1561 bis 1909 saß die Familie auf dem Gut Parchow auf Rügen. Das Gut Lipsitz bei Bergen auf Rügen war von 1730 bis 1829 im Familienbesitz. Auch Krimvitz auf Rügen befand sich zeitweise im Besitz der Platen. Auf Rügen erbaute die Familie in der zweiten Hälfte des 19. Jahrhunderts den Poggenhof in Schaprode und um 1800 das Herrenhaus Silenz in Kluis. Das Herrenhaus Reischvitz in Parchtitz besaß die Familie von 1783 bis zur Enteignung 1945. Im Jahr 1992 kauften Bogislav und Margarethe von Platen es zurück.

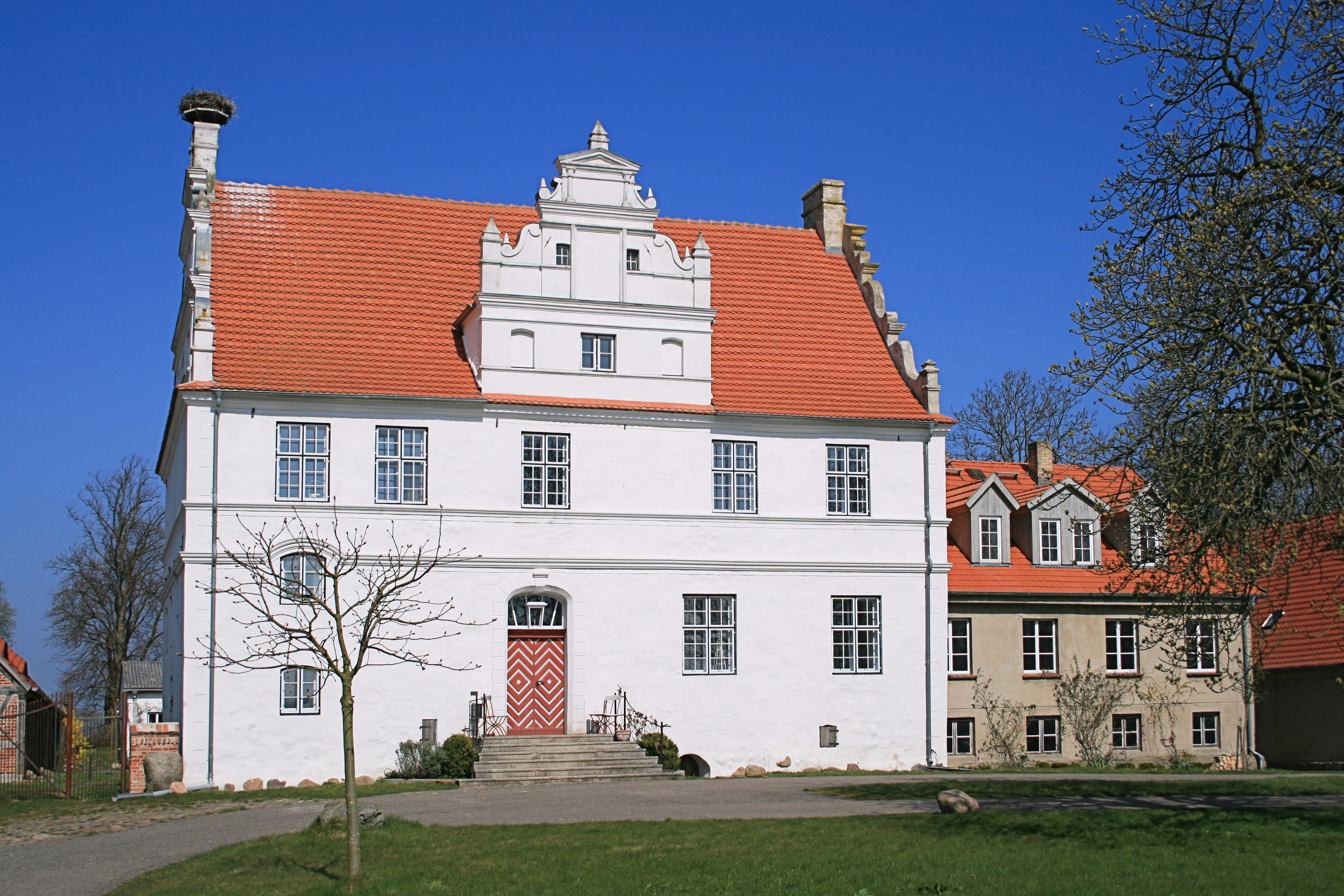
Herrenhaus Venz auf Rügen
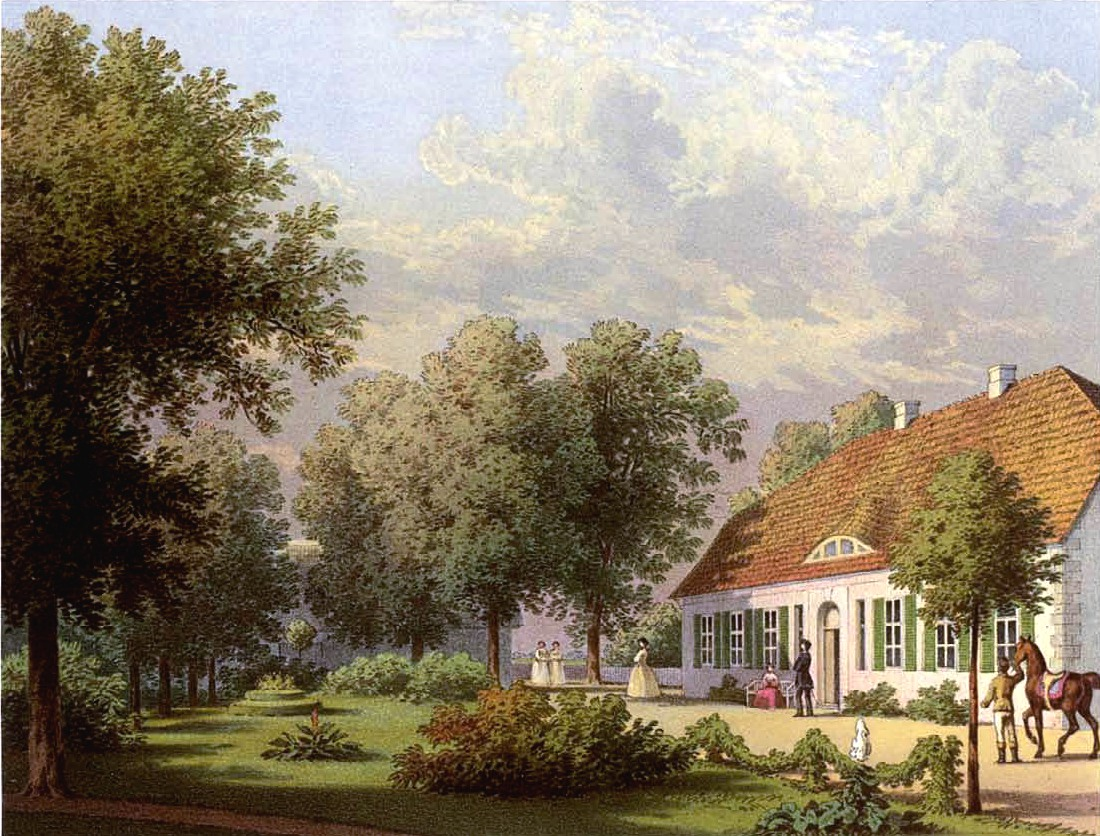
Herrenhaus Zubzow auf Rügen
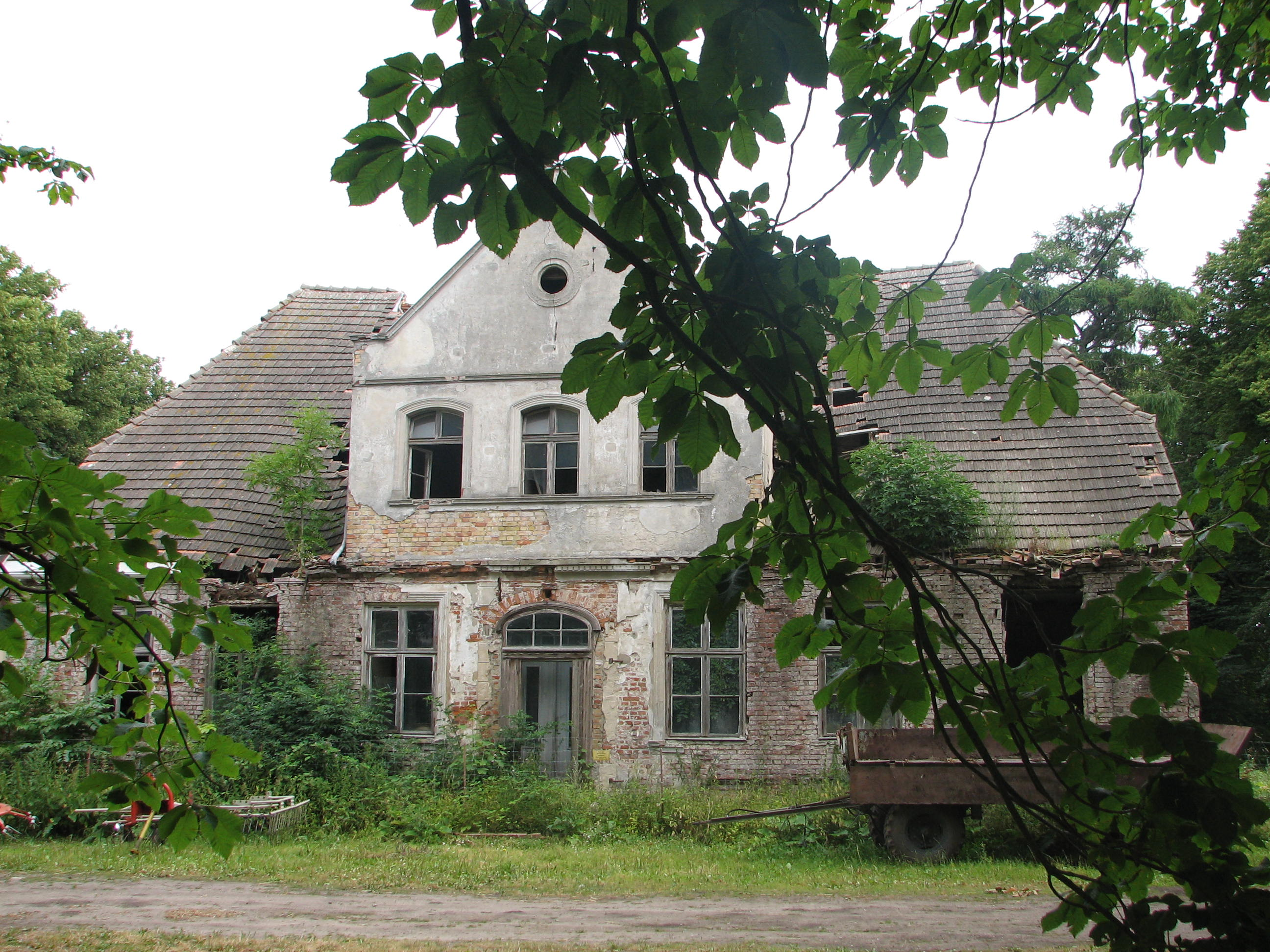
Gutshaus Parchow auf Rügen, im Verfall

## Wappen
Das Stammwappen zeigt in Silber zwei einander zugekehrte schwarze Tierköpfe mit jeweils hängendem schwarzem Flügel. Die Köpfe werden in der heraldischen Literatur meist Meerkatzen oder seltener Katzen, zum Teil auch keiner bestimmten Tiergruppe zugeordnet.
Auf dem Helm mit schwarz-silbernen Decken stehen aus einem Kranz von schwarz-silbernen Rosen hervorgehend drei (silber-schwarz-silber) Straußenfedern.

## Personen
- Erasmus von Platen, (1590–1663), Feldoberst unter Gustav Adolf, von Ferdinand III. in den Freiherrenstand erhoben, heiratet in dritter Ehe Margaretha Katharina von Alvensleben (* 1610; † 1670), älteste Tochter des Gebhard Johann I. von Alvensleben, Herr auf Erxleben.

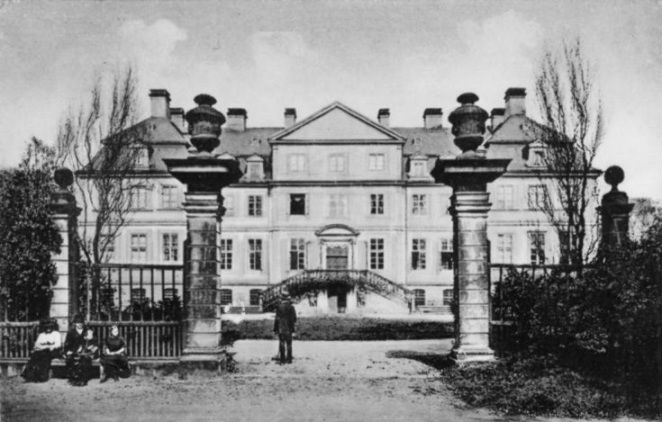
Schloss Linden, Hannover (1912; zerstört 1945)

  - Graf Franz Ernst von Platen (um 1695)Schloss Linden, Hannover (1912; zerstört 1945)Graf Franz Ernst von Platen (1631–1709) Mit ihm kam das auf Granskevitz ansässige rügensche Geschlecht nach Niedersachsen und in die Dienste des Hauses Braunschweig-Lüneburg. Er wurde Oberhofmeister und Prinzenerzieher und heiratete 1673 Clara Elisabeth von Meysenbug (1648–1700), die Mätresse seines Dienstherren, des späteren Kurfürsten Ernst August von Hannover. Die beiden bald darauf geborenen Kinder, Ernst August (1674–1726) und Sophie Charlotte (1675–1725) waren tatsächlich Kinder des Kurfürsten, galten aber offiziell als ehelich geborene Kinder Franz Ernst von Platens, der sie auch anerkannte. Zur gleichen Zeit war Clara Elisabeths jüngere Schwester Catharina die Mätresse des Kurprinzen Georg Ludwig, bis zu dessen Heirat 1682. Clara Elisabeth von Platen gilt als Drahtzieherin in der „Königsmarck-Affäre“, die 1694 zur Ermordung des Grafen Philipp Christoph von Königsmarck führte. Franz Ernst von Platen, der auch als Generalpostmeister amtierte, pachtete 1688 von der Familie von Alten das Rittergut Linden bei Hannover und errichtete dort 1692 ein neues Barockschloss, das Schloss Linden; 1689 wurde er auf Vorschlag des Kurfürsten vom Kaiser in den Reichsgrafenstand erhoben und zugleich, als Geheimrat, zum Premierminister des Kurfürsten Ernst August. 1704 belehnte dessen Sohn, Kurfürst Georg Ludwig, ihn mit der Grafschaft Hallermund, einem kleinen, seit dem Mittelalter reichsunmittelbaren Territorium bei Hildesheim. Der Grafentitel wurde allerdings in Primogenitur auf den ältesten Sohn (und die älteste Tochter) beschränkt. Wegen der Grafschaft wurde Franz Ernst 1709 in das Niederrheinisch-Westfälische Reichsgrafenkollegium aufgenommen,[4] allerdings (wie im Hofkalender von 1917 festgehalten wurde) als Personalist, da dieses winzige Territorium mit seiner Burgruine für eine Reichsstandschaft nicht als ausreichend erachtet wurde. Nach dem Ende des Heiligen Römischen Reichs 1806 wurde die Linie der Grafen von Platen-Hallermund dennoch zu den standesherrlichen Familien im Deutschen Bund gezählt und führte daher seit 1829 das Prädikat Erlaucht.

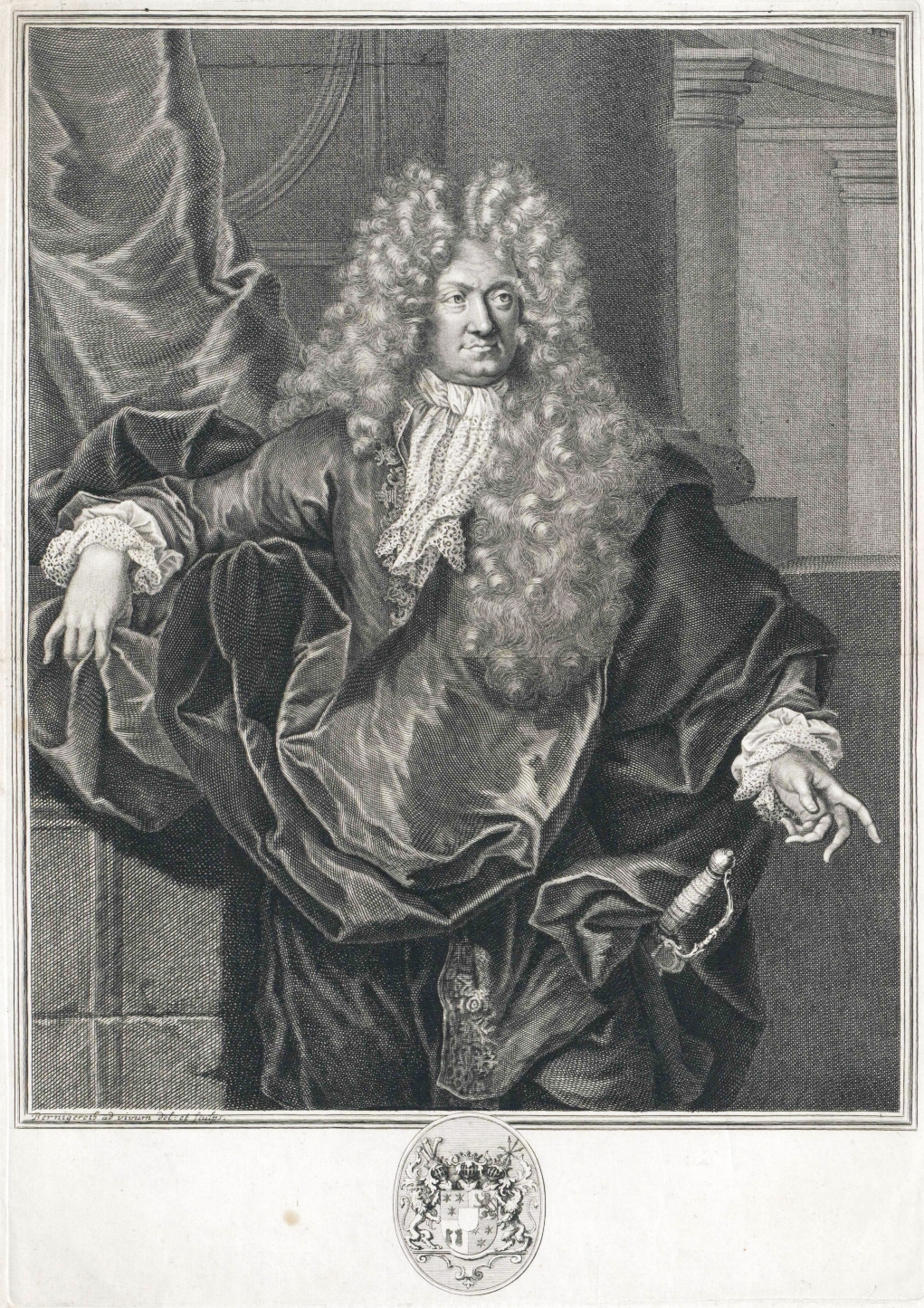
Graf Franz Ernst von Platen (um 1695)

    - Graf Ernst August von Platen-Hallermund (1674–1726), der offizielle Sohn Franz Ernsts (und uneheliche Sohn des Kurfürsten Ernst August und damit Halbbruder Georgs I.), heiratete Sophia Caroline Eva Antoinette von Offen[5] (1669–1726), Tochter des Generalleutnants Jobst Moritz von Offen. Ernst August war Erbherr auf Linden, General-Erb-Postmeister, Oberkammerherr, Wirklicher Geheimer Rat, Oberhauptmann und Drost zu Grohnde und Ohsen, und folgte seinem Vater 1709 als „regierender“ Reichsgraf von Hallermund.[6] Sein Sohn:

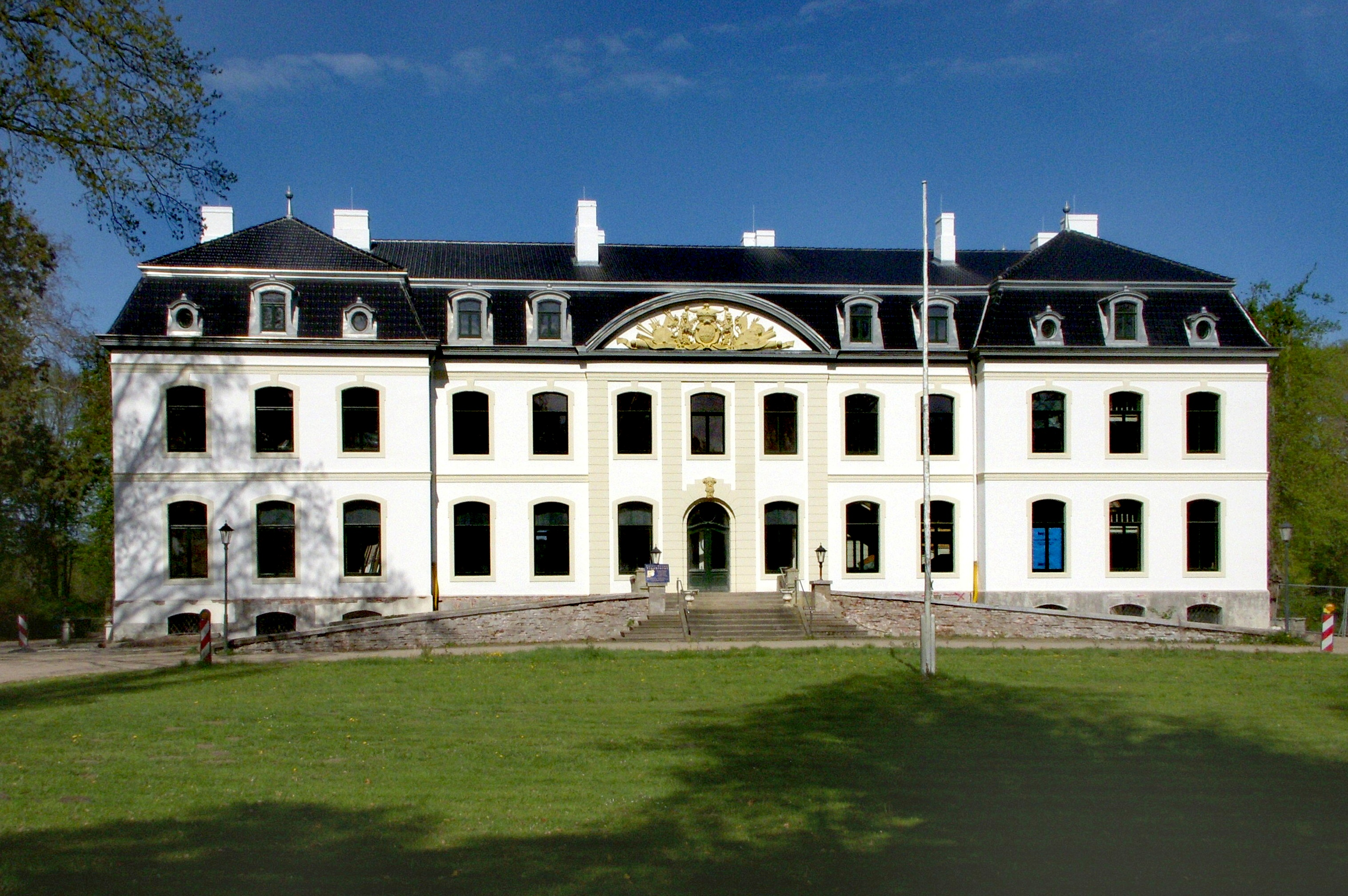
Gut Weißenhaus, Holstein (2005 verkauft)

      - Gut Weißenhaus, Holstein (2005 verkauft)Graf Georg Ludwig von Platen-Hallermund (1704–1772) studierte in Halle/Saale, wurde Oberst über ein Regiment zu Pferde in kurfürstlich-hannoverschen Diensten, zugleich General-Erbpostmeister und Kammerherr und nahm als Generalleutnant seinen Abschied. 1736 verkaufte er das Erb-Postmeisteramt an den hannoverschen Kurfürsten und britischen König Georg II., seinen Vetter. Für den Erlös erwarb er 1739 und 1740 die holsteinischen Güter Weißenhaus, Futterkamp, Putlos und Barden. Daneben besaß er noch die Herrschaften Stöcken und Linden bei Hannover. Er heiratete 1. Friederike Baronesse de Lorraine gen. Beauvernois, Enkelin von Philippe de Lorraine, und 2. Sabine Hedwig von Steuben (1715–1796; Tochter von Christoph Liborius von Steuben, Herr auf Schnaditz) und Sabina von Geusau. Mit seiner zweiten Frau hatte er vier Töchter und acht Söhne, u. a.:
        - Graf Ernst Franz von Platen-Hallermund (1739–1818), kurpfälzischer Geheimrat und braunschweigisch-lüneburgischer General-Erbpostmeister zu Linden. Er betrieb astronomische Studien. Nach dem Tod seines älteren Bruders wurde er Herr auf Schloss Weissenhaus und Alleinerbe der Platen’schen Besitzungen. 1816 verkaufte er Linden an die Altens zurück. Ernst Franz heiratete Friederike Luise (Philippine) Freiin von Münster (1757–1841). Ihr Sohn:

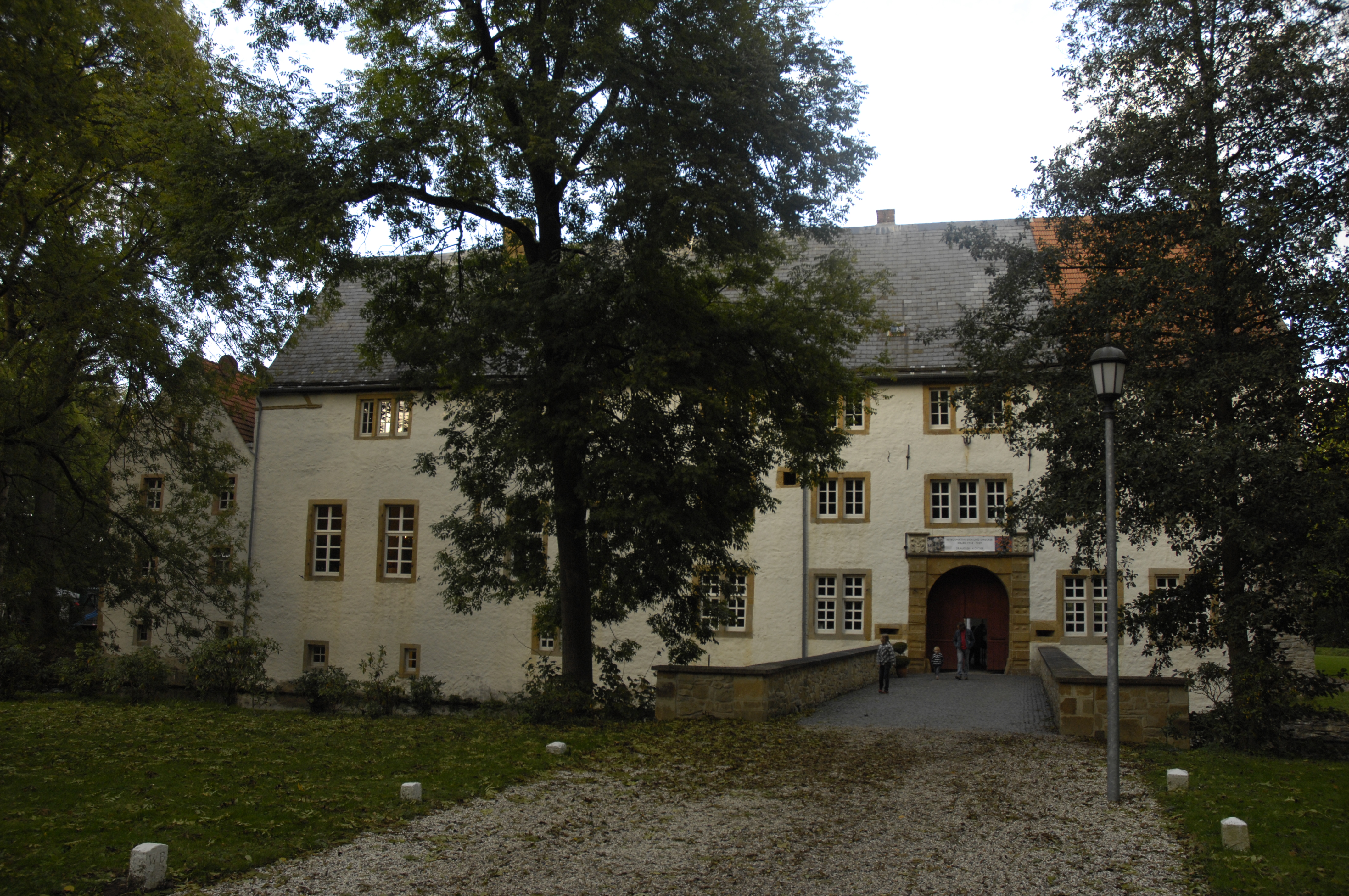
Schloss Königsbrück bei Melle

          - Schloss Königsbrück bei MelleGraf Georg Wilhelm Friedrich von Platen Hallermund (* 1785 in Linden; † 1873 in Weißenhaus) heiratete 1809 in Linden Gräfin Julie Marianne Charlotte von Hardenberg (1788–1833). Nach Julies Tod ließ er ihr auf Gut Weißenhaus von Laves ein neugotisches, gusseisernes Denkmal errichten. 1862 erwarb er Schloss Königsbrück bei Melle im Osnabrücker Land. Er hatte 7 Kinder. Sein Sohn:
            - Graf Karl Ernst Felix von Platen Hallermund (1810–1887) heiratete: 1. Mathilde Gräfin Pace (1815–1850); 2. Louise Freiin von Hollen (1833–1895). Insgesamt hatte Graf Karl 23 eheliche Nachkommen, von denen bis auf zwei Töchter alle das Erwachsenenalter erreichten. Neun seiner elf Söhne gründeten wiederum eigene Familien, u. a.:
              - Graf Karl von Platen-Hallermund (1857–1922), Verwaltungsjurist, Landrat und ab 1907 Landeshauptmann der Provinz Schleswig-Holstein. Er heiratete Elfried Ursula von Köppen.
              - Graf Oskar von Platen-Hallermund (1865–1957); er wurde Marineoffizier, zuletzt Vizeadmiral und letzter Hofmarschall von Kaiser Wilhelm II. Er heiratete: 1. 1904 Gräfin Armgard zu Stolberg-Wernigerode (1877–1912), Tochter des Grafen Udo zu Stolberg-Wernigerode; 2. 1915 Gräfin Sophie zu Solms-Wildenfels (1877–1956), Tochter des Grafen Friedrich Magnus V. zu Solms-Wildenfels (geschieden 1922).

            - Graf Adolf von Platen-Hallermund (1814–1889) lebte in Holstein und war seit Juli 1855 Auswärtiger Minister Georgs V. von Hannover. Noch im Mai 1866 sprach er sich für die Notwendigkeit einer hannoverschen Neutralität aus, wandte sich dann aber Österreich zu und lehnte am 15. Juni das preußische Ultimatum ab. Er begleitete Georg V. nach Hietzing und stand seitdem im Mittelpunkt der von dort aus betriebenen antipreußischen Agitation. Hauptsächlich in der Angelegenheit der Welfenlegion hatte sich Platen so kompromittiert, dass ihm seitens der preußischen Regierung der Prozess wegen Hochverrats gemacht wurde und seine Verurteilung in contumaciam (in Abwesenheit) erfolgte.
            - Graf Julius von Platen-Hallermund (1816–1889) war sein jüngerer Bruder, Oberstleutnant und zu königlich hannoverschen Zeiten königlicher Oberschenk sowie Generalintendant des Hoftheaters und Hoforchesters. Er wurde 1867 in Dresden Intendant des Hoftheaters und der königlichen Kapelle.

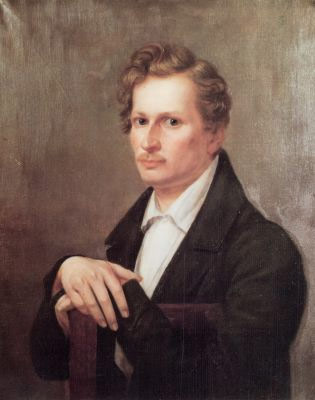
Graf August von Platen-Hallermünde (1796–1835), Dichter

        - Graf August von Platen-Hallermünde (1796–1835), DichterGraf Philipp August von Platen-Hallermund (1748–1831) war Leutnant in hannoverschen Diensten, dann Ansbacher Oberforstmeister
          - Graf August von Platen-Hallermünde (1796–1835), Dichter und Offizier
- Hans Friedrich von Platen (1668–1743), war ein königlich-preußischer General der Kavallerie und stammte aus Sagard auf Rügen
  - Dubislaw von Platen (1714–1787), Sohn des Hans Friedrich, königlich preußischer General der Kavallerie, Gouverneur von Königsberg sowie Ritter des Johanniterordens und Träger des Schwarzen Adlerordens
  - Leopold Johann von Platen (1726–1780) war dessen jüngerer Bruder und Chef des Dragonerregiments Jung-Platen.
- Bernhard Ludwig von Platen (um 1733–1774), Offizier und dann als Kolonist der erste wolgadeutsche Dichter.
- Gottlieb Wilhelm Graf von Platen, der tolle Platen (* 1765 auf dem Gut Krimvitz auf Rügen). Er war bekannt für seine waghalsigen Reiterkunststücke und Held unzähliger Anekdoten aus den Freiheitskriegen. 1807 erhielt er als Rittmeister im Dragonerregiment von Auer für einen Angriff auf französische Kürassiere in der Schlacht von Heilsberg den Orden pour le Mérite. 1810 wurde er wegen eines Duells zu den Litthauischen Dragonern versetzt. Im Gefecht bei Möckern am 5. April 1813 wurde er, verwundet, von seinem Trompeter gerettet.[7][8]
- Freiherr Philip Julius Bernhard von Platen (1732–1805)[9][10] Er war 1796–1800 Generalgouverneur von Schwedisch-Pommern und Kanzler der Universität Greifswald. Er heiratete Juliana Regina von Usedom (1741–1810).
  - Admiral Baltzar Bogislaus Graf von Platen (1766–1829) betrieb nach seinem Militärdienst am Vänersee in der Nähe der schwedischen Westküste einen landwirtschaftlichen Musterbetrieb. Er veranlasste und leitete den Bau des Göta-Kanals von diesem See bis nach Söderköping an der Ostsee. Dieser Kanal quer durch Schweden sollte den Weg der Schiffe durch den Öresund vermeiden und damit den Sundzoll an Dänemark ersparen. Als der Kanal am 26. September 1832 eröffnet wurde, wurde jedoch schon bald die Eisenbahn eingeführt.
    - Baltzar Graf von Platen (1804–1875), schwedischer Politiker, war von 1871 bis 1872 schwedischer Außenminister.

Weitere bekannte Namensträger

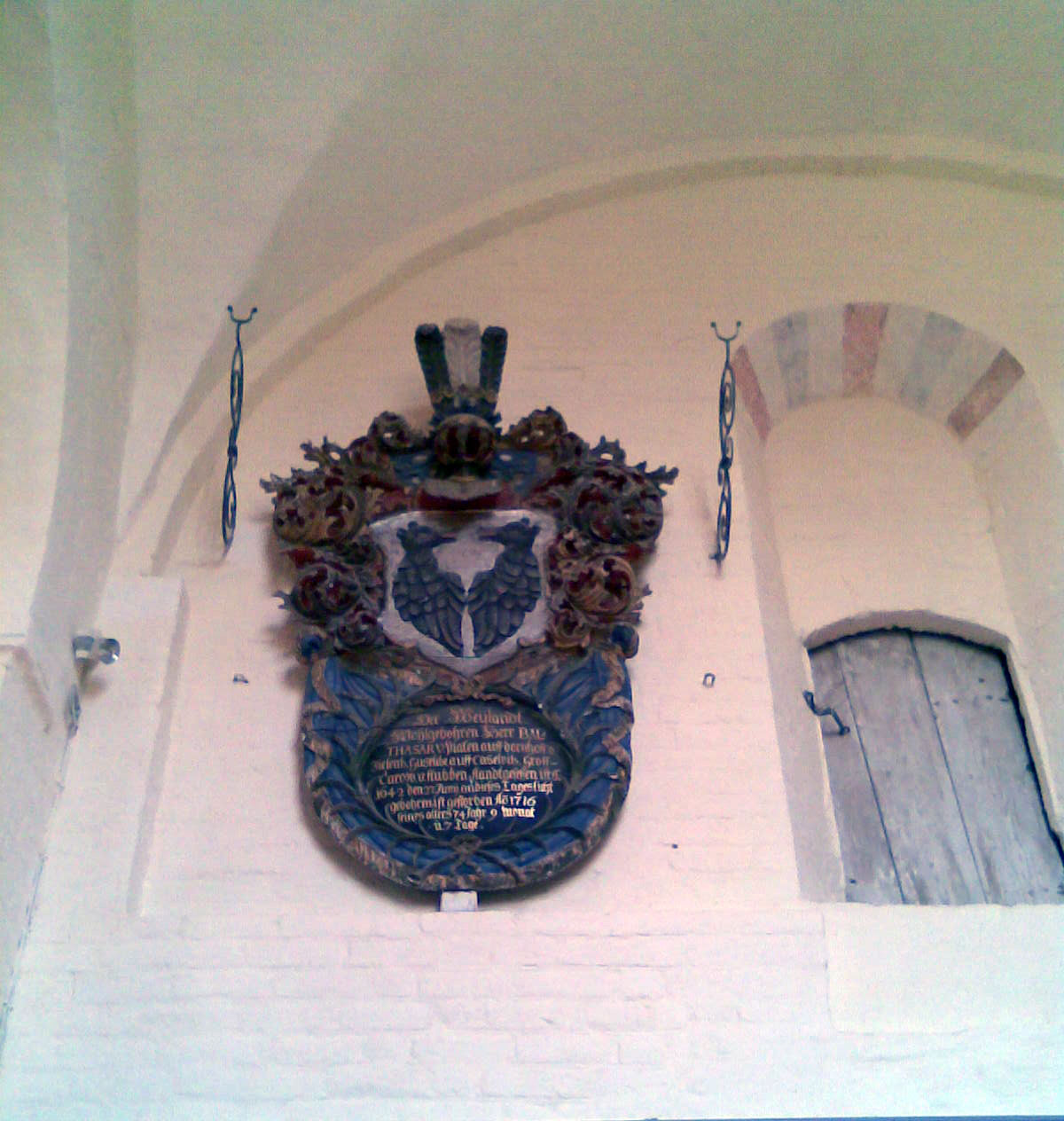
Epitaph Balthasar von Platens (1642–1716) in der St.-Johannes-Kirche (Schaprode)

- Balthasar Heinrich von Platen (* 27. Mai 1642 zu Dornhof bei Schaprode auf Rügen; † 14. Februar 1716), wurde Propst und Pastor primarius zu Wolgast.[12] Er studierte in Leipzig, Wittenberg und Greifswald und erhielt 1708 die theologische Doktorwürde. 1713 erlebte er das Unglück, dass Wolgast und die Kirche abbrannten. Daraufhin unternahm er eine Reise nach Mecklenburg und Hannover, um Geld zum Aufbau der St.-Petri-Kirche einzusammeln. Bald nach der Rückkehr starb er an der Ruhr.[13]
- Sophia Charlotte von Platen-Hallermund (1675–1725), deutsch-britische Adlige und Halbschwester des britischen Königs Georg I.
- Baltzar Achates von Platen (1712–1782), schwedischer Oberst und Chef des Regiment „Spens“
- Balthasar Alexander von Platen (1725–1757), Adjutant Generalfeldmarschalls Kurt Christoph von Schwerin
- Fredrik Christian von Platen (1755–1815), schwedischer Generalmajor
- Wilhelm von Platen (1816–1870), Landrat im Kreis Rügen (1856–1868)
- Philip Baltzer von Platen (1819–1890), schwedischer Offizier und Mitglied des schwedischen Reichstages
- Christoph von Platen (1838–1909), Politiker, Mitglied des Preußischen Herrenhauses
- Philip Christofer von Platen (1852–1920), schwedischer Generalleutnant
- Julius von Platen (Offizier) (1853–1922), preußischer Generalleutnant
- Karl von Platen-Hallermund (1857–1922), Landrat des Kreises Segeberg, Landeshauptmann der Provinz Schleswig-Holstein
- Georg Graf von Platen-Hallermund (1858–1927), Rittergutsbesitzer und Parlamentarier
- Friedrich Graf von Platen-Hallermund (1860–1930), Landrat des Kreises Langensalza (1894–1908)[14]
- Philip Ludwig von Platen (1861–1948), schwedischer Kronvogt
- Carl Gustav von Platen (1887–1974), Generalbevollmächtigter und Kurator der Herrschaft Putbus, königlich afghanischer General
- Baltzar von Platen (Erfinder) (1898–1984), schwedischer Erfinder
- Christian Graf von Platen-Hallermund (1900–1976), Klosterpropst des Klosters Uetersen
- Alice Ricciardi-von Platen (1910–2008), deutsche Ärztin und Wegbereiterin der Gruppenpsychoanalyse
- Eva von Platen-Hallermund (* 1965), deutsche Künstlerin und Hochschullehrer, Professorin für Bildende Kunst
- Inken Gräfin von Platen-Hallermund, geb. Johannsen (* 1975), Vielseitigkeitsreiterin, Pferdesportfunktionärin und Pferdezüchterin

## Literatur

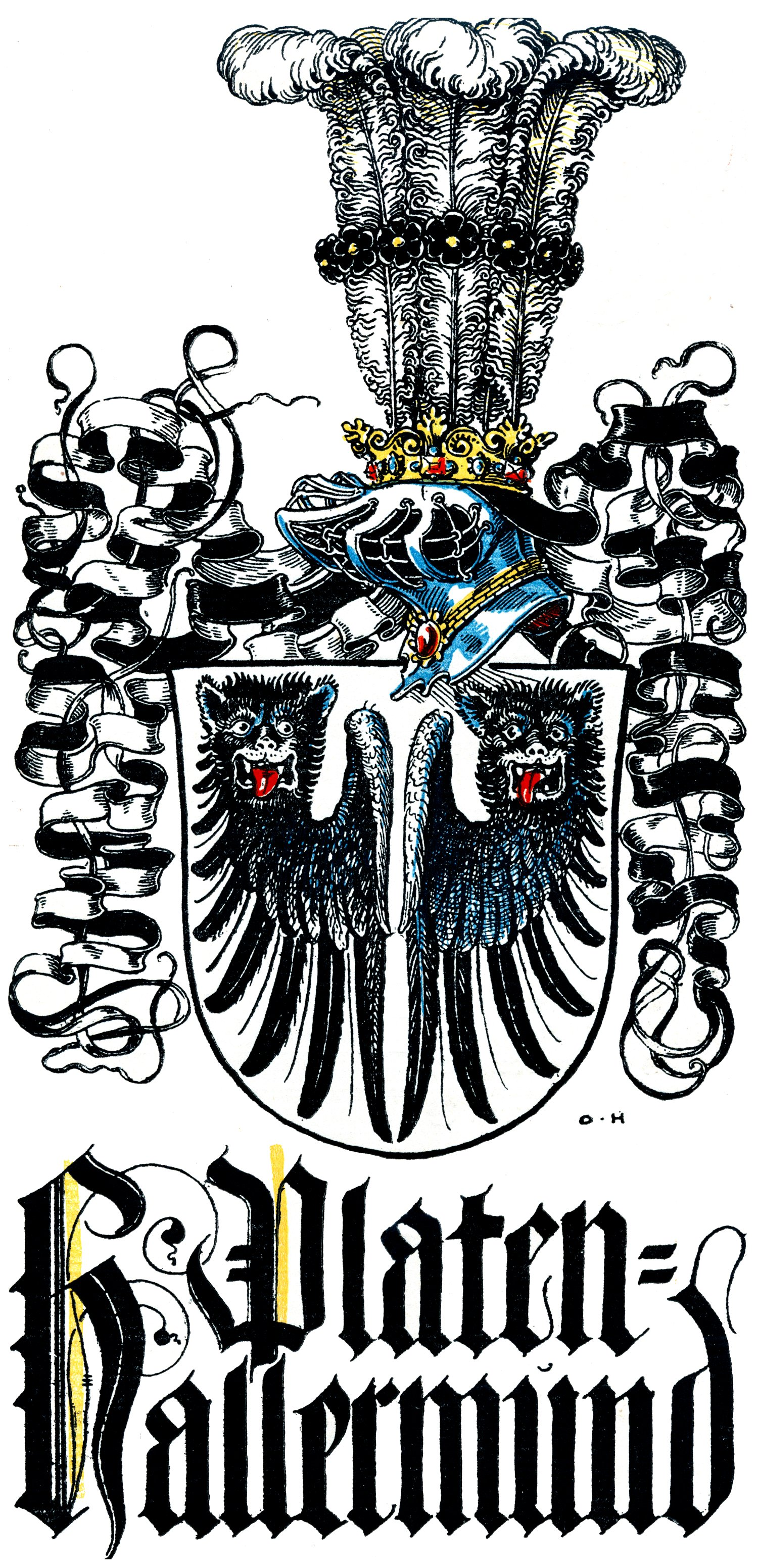
Stammwappen von Otto Hupp im Münchener Kalender von 1901

### Familienchronik
- Hubert von Platen:
  - Geschichte der von der Insel Rügen stammenden Familie von Platen, Selbstverlag, Berlin 1907.
  - Stammtafeln der Familie v. Platen, Selbstverlag, Berlin 1907.
- Carl Gustav von Platen: Geschichte des Geschlechtes von Platen. in 3 Bänden, Hrsg. v. Platen Familienverband. DNB
  - 1: Geschichte und Genealogie des Rügenschen Geschlechtes von Platen vom 12. - 16. Jahrhundert sowie Gesamt-Geschichte des Prignitzer <Märk.> Geschlechtes v. Platen, 2. Auflage, 1966. DNB
  - 2: Lebensläufe und Stammtafeln der jüngeren Platen-Linien 1989. Bearb. Ruth von Platen, DNB
  - 3: Lebensbilder aus alter und neuer Zeit (Erinnerung und Bewährung) DNB
- Hans-Hartwig von Platen: Die Familien von Platen. in 2 Bänden (entspricht Auflage 4), Hrsg. v. Platen Familienverband.
  - Die Geschichte der Familien von Platen, Band 1, Selbstverlag, Untereisesheim 2007.
  - Die Geschichte der Familien von Platen. Stammtafeln der Märkischen und Rüganischen Familien von Platen, Band 2, Selbstverlag, Untereisesheim 2007/2008.

### Sekundärliteratur
- Der Berliner Hochverrathsproceß gegen den königlich hannöverschen Staats-Minister Grafen Adolf von Platen zu Hallermund: Mit den staatsrechtlichen Gutachten der Herren St.-R. Zachariae und R.-R. Neumann. [Onno Klopp]. Weiß, München 1868. Digitalisat
- August Graf von Platen: Gedichte. In neuer volkstümlicher Auswahl. 2. Auflage (auch Online-Ressource), De Gruyter, Berlin/Boston 2020. ISBN 978-3-11-234231-2.
- August Graf von Platen im Horizont seiner Wirkungsgeschichte. Ein deutsch-italienisches Kolloquium. Hrsg. Gunnar Och, Klaus Kempf, in: Reihe der Villa Vigoni; Band 26, De Gruyter, Berlin/Boston 2012. ISBN 978-3-11-026348-0.